# Liga Norte Europeia de Basquetebol
A Liga Norte Europeia de Basquetebol (em inglês:  European North Basketball League (ENBL)) é uma liga de basquetebol profissional
 masculino de âmbito regional disputada por clubes do Norte, Centro e Leste da Europa. Fundada em 2021 e é apoiada pela FIBA.
Embora não exista um ranking formal entre as ligas internacionais europeias, sendo elas geridas pela Euroleague Basketball (Euroliga e Eurocopa) ou pela FIBA (Liga dos Campeões (BCL) e Copa Europeia, é considerada por especialistas como a quinta liga europeia em importância.

## História
Em sua primeira temporada a liga contou com oito equipes vindas de Belarus, Chéquia, Estónia, Lituânia, Letónia, Polónia e Rússia. Com a escalada de ataques que culminou na Invasão da Ucrânia pela Rússia, equipes russas e belarrussas foram suspensas. No final four disputado na Hala Mistrzów em Włocławek, Polônia, a equipe da casa o Anwil Włocławek venceu o BC Šiauliai da Lituânia e conquistou o primeiro título.
Na segunda temporada (2022-23), houve uma expansão para 16 equipes divididas em dois grupos. Com a permanência da suspensão de russos e belorrussos, houve adesão de israelenses, ucrânianos e kosovares. A equipe do KK Dunav da Sérvia acabou por não se integrar e a competição foi disputada por 15 equipes. No final four disputado na Arena Ostrow em Ostrów Wielkopolski, trouxe o segundo título polonês na competição quando o BM Stal Ostrów Wielkopolski, em nova final contra os lituanos, venceu o BC Wolves.
A terceira temporada (2023-24) trouxe a estreia de equipes oriundas da Bélgica, Bulgária, Dinamarca, Grã-Bretanha, Países Baixos e Romênia. O final four desta temporada foi disputado no Sparekassen Danmark Basketball Center em Aarhus, Dinamarca e, seguindo a tradição até então de sagrar o anfitrião como campeão, coube ao Bakken Bears levantar o troféu após vencer os romenos do CSO Voluntari.
A temporada de 2024-25 obteve um recorde de participantes, dezoito equipes representando doze países e divididas em dois grupos. O Final Four na Gopass Arena de Bratislava, Eslováquia, coube ao CSO Voluntari fazer sua segunda final consecutiva e conquistar seu primeiro título internacional.

## Títulos
| Temporada | Final                       | Final   | Final            | Decisão de 3º lugar        | Decisão de 3º lugar | Decisão de 3º lugar |
| Temporada | Campeões                    | Placar  | Finalistas       | Terceiro colocados         | placar              | Quarto colocados    |
| --------- | --------------------------- | ------- | ---------------- | -------------------------- | ------------------- | ------------------- |
| 2021-22   | Anwil Włocławek             | 90 - 79 | BC Šiauliai      | Brno                       | 80 - 76             | Tartu Ülikooli      |
| 2022-23   | BM Stal Ostrów Wielkopolski | 70 - 66 | BC Wolves        | Polski Cukier Start Lublin | 86 - 62             | King Szczecin       |
| 2023-24   | Bakken Bears                | 85 - 81 | CSO Voluntari    | RSW Liège Basket           | 83 - 73             | BC Šiauliai         |
| 2024-25   | CSO Voluntari               | 95 - 82 | Newcastle Eagles | Dziki Warszawa             | 80 - 78             | Inter Bratislava    |

### Títulos por clube
| #  | Clube                       | Campeão | Finalista | Temporadas |
| -- | --------------------------- | ------- | --------- | ---------- |
| 1º | CSO Voluntari               | 1       | 1         | 2024-25    |
| 2º | Anwil Włocławek             | 1       | -         | 2021-22    |
| 2º | BM Stal Ostrów Wielkopolski | 1       | -         | 2022-23    |
| 2º | Bakken Bears                | 1       | -         | 2023-24    |
| 3º | BC Wolves                   | -       | 1         | -          |
| 3º | BC Šiauliai                 | -       | 1         | -          |
| 3º | Newcastle Eagles            | -       | 1         | -          |

### Títulos por país
| #  | Clube       | Campeão | Finalista | Temporadas       |
| -- | ----------- | ------- | --------- | ---------------- |
| 1º | Polónia     | 2       | -         | 2021-22, 2022-23 |
| 2º | Roménia     | 1       | 1         | 2024-25          |
| 3º | Dinamarca   | 1       | -         | 2023-24          |
| 4º | Lituânia    | -       | 2         | -                |
| 5º | Reino Unido | -       | 1         | -                |